# Unias
 Unias  es una población y comuna francesa, situada en la región de Ródano-Alpes, departamento de Loira, en el distrito de Montbrison y cantón de Saint-Just-Saint-Rambert.

## Demografía
| 200                       | 200 | 153 | 128 | 165 | 178 | 224 | 237 | 219 | 221 | 209 | 169 | 181 | 193 | 208 | 202 | 203 | 193 | 178 | 170 | 163 | 161 | 147 | 155 | 136 | 151 | 129 | 113 | 114 | 153 | 202 | 204 | 237 | 321 |
| (Fuente: INSEE y Cassini) |     |     |     |     |     |     |     |     |     |     |     |     |     |     |     |     |     |     |     |     |     |     |     |     |     |     |     |     |     |     |     |     |     |